# Саварино, Джефферсон
Дже́фферсон Дави́д Савари́но Кинте́ро (исп. Jefferson David Savarino Quintero; род. 11 ноября 1996, Маракайбо, Венесуэла) — венесуэльский футболист, полузащитник клуба «Ботафого» и сборной Венесуэлы.

## Клубная карьера
Саварино начал профессиональную карьеру в клубе «Сулия». 20 января 2013 года в матче против «Атлетико Венесуэла» он дебютировал в венесуэльской Примере. 3 ноября в поединке против «Туканес» Джефферсон забил свой первый гол за «Сулию». В 2016 году он помог команде выиграть Кубок Венесуэлы. 15 марта 2017 года в матче Кубка Либертадорес против уругвайского «Насьоналя» Саварино забил гол.
9 мая 2017 года Джефферсон на правах аренды перешёл в американский «Реал Солт-Лейк». 13 мая в матче против «Нью-Инглэнд Революшн» он дебютировал в MLS. 5 июля в поединке против «Лос-Анджелес Гэлакси» Саварино сделал «дубль», забив свои первые голы за «Реал Солт-Лейк». По завершении сезона 2017 РСЛ выкупил игрока согласно опции, прописанной в договоре аренды.
7 февраля 2020 года «Реал Солт-Лейк» продал Саварино в бразильский «Атлетико Минейро» за рекордную для себя сумму примерно в $2 млн.
4 мая 2022 года Саварино вернулся в «Реал Солт-Лейк», подписав четырёхлетний контракт до конца сезона 2025 с опцией продления на сезон 2026 по правилу назначенного игрока.

## Международная карьера
В начале 2015 года Саварино в составе молодёжной сборной Венесуэлы принял участие в молодёжном чемпионате Южной Америки в Уругвае. На турнире он сыграл в матчах против команд Чили, Бразилии и Колумбии.
4 июня 2017 года товарищеском матче против сборной США Саварино дебютировал за сборную Венесуэлы. В товарищеском матче со сборной США 9 июня 2019 года он забил свой первый гол за сборную Венесуэлы.
Саварино был включён в состав сборной на Кубок Америки 2021.

## Достижения
«Сулия»
- Обладатель Кубка Венесуэлы: 2016

«Атлетико Минейро»
- Чемпион штата Минас-Жерайс (3): 2020, 2021, 2022
- Чемпион Бразилии (1): 2021
- Чемпион Кубка Бразилии (1): 2021
- Обладатель Суперкубка Бразилии (1): 2022